# Maravi

Die Königreiche der Maravi zum Zeitpunkt ihrer größten Ausdehnung um 1650

Die Königreiche bzw. die Konföderation der Maravi erstreckte sich über weite Teile Malawis und des nördlichen Mosambik. Der Name des Distrikts Maravia in der Provinz Tete weist auf die Maravi hin.
Ursprünglich soll sich der Sitz des Königs von Maravi in Manthimba etwas nördlich der heutigen Stadt Tete in Mosambik befunden haben. Der Königstitel soll „Kalonga“ gewesen sein – „Karonga“ ist unwahrscheinlich, da der Konsonant „r“ in der Sprache der südlichen Maravi nicht vorkommt. Als Gründungszeit des Königreiches Maravi wird 1480, als seine Blütezeit das 16. Jahrhundert genannt, also die Zeit vor der Ankunft der Portugiesen. Dass die Chewa sich um 1420/1480 in Malawi aufgehalten haben, entspricht dem Ergebnis einer C-14-Untersuchung. Sie sollen Eisen bearbeitet haben, mit dem sie handelten.
Aus dem 16. Jahrhundert wiederum wird von zwei Herrschaftssitzen berichtet, einer der Banda bei Mankhamba nahe Nthakataka (eher in die Richtung Schamane und Heiler zu verstehen) und ein anderer der Phiri bei Manthimba (eher in die Richtung Häuptling und Krieger zu verstehen). Die Banda und die Phiri sind Unterstämme bzw. Klans der Chewa. Eine Einheit von Maravi im Sinne von Malawi wird erst für das 17. Jahrhundert angenommen. Diese Zeit gilt als „Goldenes Zeitalter“. Genannt werden Königsnamen wie Mcepera Mwale, Mcocoma Phiri, Kampini Mbewe, Sosola Kalimakudzulu Phiri, zu denen aber alle Daten und detaillierten Überlieferungen fehlen, selbst aus dem 19. Jahrhundert. Das Gebiet von Maravi soll sich in seiner größten Ausdehnung von den Gebieten der Tumbuka und Tonga am unteren Shire bis zum Tal des Luangwa, zum Malawisee und dem Sambesi erstreckt haben. Die Bewohner von Maravi, die Chewa, sollen zum „Phiri-Matriarchat“ gehört haben – noch heute herrscht in Malawi Frauenerbrecht (Matrilinearität).
Im 19. Jahrhundert sollen die Chewa von Maravi durch die benachbarten Yao – ein nach Mangochi zugewanderter Stamm von Sklavenjägern aus Mosambik – gefangen und für die Sklaverei nach Sansibar abgeführt worden sein. Dies kann aber nicht den Tatsachen entsprechen, denn die Yao jagten Sklaven für die Portugiesen und erreichten Mangochi erst Anfang des 19. Jahrhunderts. Ihnen wäre zum Verschleppen der Chewa nur kurze Zeit geblieben, weil die Briten den Sklavenhandel rasch beendeten, während die arabischen Sklavenhändler nur bis zum 600 km entfernten Nkhotakota am nördlichen Malawisee kamen. 